# Saules (Doubs)
Saules è un comune francese di 232 abitanti situato nel dipartimento del Doubs nella regione della Borgogna-Franca Contea.

## Storia

### Simboli
Lo stemma comunale è stato adottato il 13 dicembre 2002. Vi sono rappresentati gli attributi di san Nicola, patrono del paese, e il grappolo d'uva simbolo delle coltivazioni di un tempo.

## Società

### Evoluzione demografica
Abitanti censiti